# Lipenec
Lipenec je vesnice, část obce Lipno v okrese Louny. Nachází se v údolí potoka Hasiny asi 2,5 km na severovýchod od Lipna. Prochází zde silnice II/225. V roce 2009 zde bylo evidováno 103 adres. V roce 2011 zde trvale žilo 157 obyvatel.
Lipenec je také název katastrálního území o rozloze 7,55 km2.

## Historie
První písemná zmínka o obci pochází z roku 1358.

## Obyvatelstvo

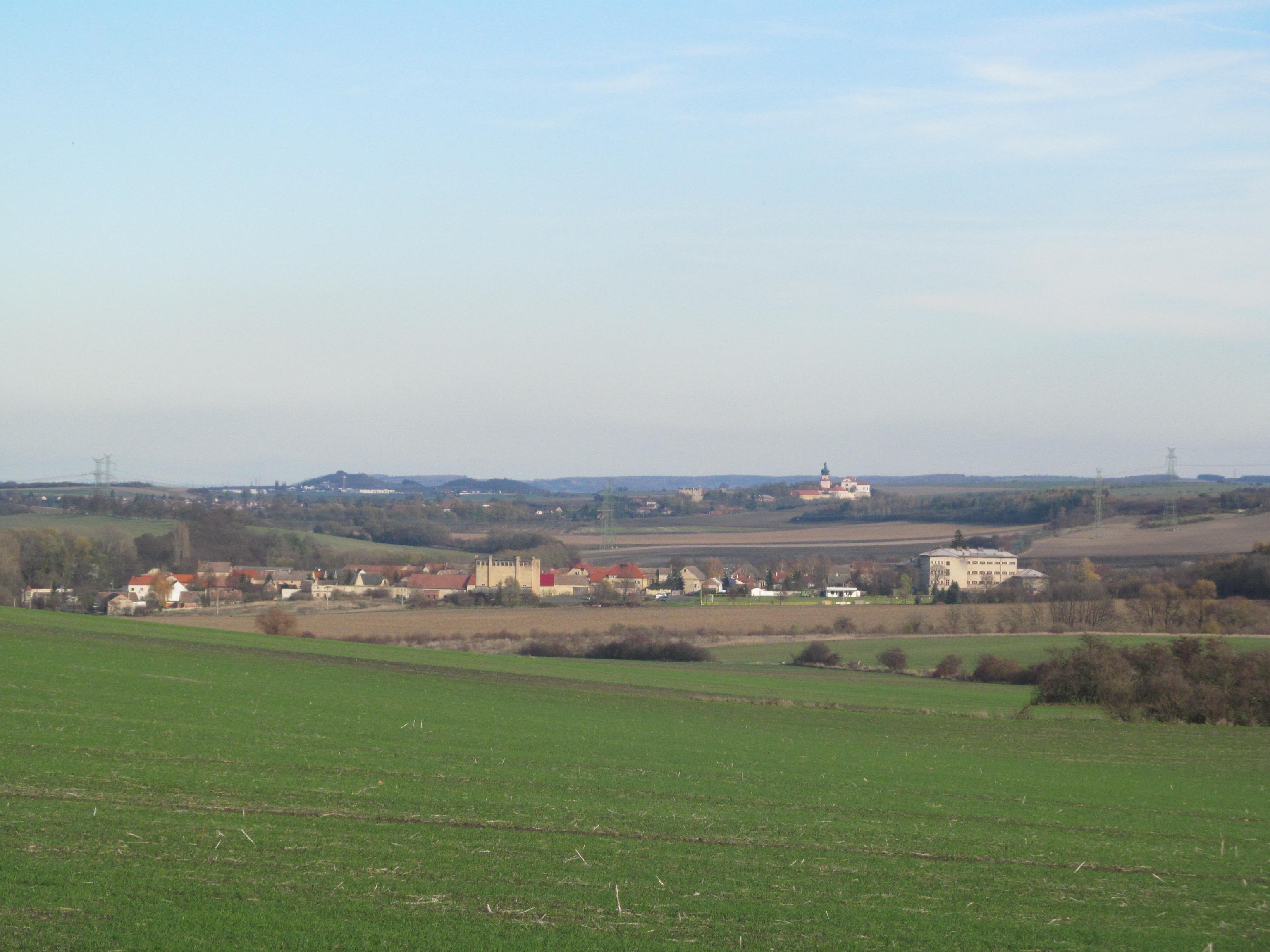
Lipenec od Lipna, v pozadí Nový Hrad

|           | 1869 | 1880 | 1890 | 1900 | 1910 | 1921 | 1930 | 1950 | 1961 | 1970 | 1980 | 1991 | 2001 | 2011 |
| --------- | ---- | ---- | ---- | ---- | ---- | ---- | ---- | ---- | ---- | ---- | ---- | ---- | ---- | ---- |
| Obyvatelé | 511  | 581  | 570  | 544  | 590  | 604  | 565  | 399  | 376  | 297  | 215  | 161  | 166  | 157  |
| Domy      | 71   | 74   | 77   | 98   | 102  | 99   | 116  | 110  | 99   | 88   | 76   | 88   | 85   | 90   |

## Pamětihodnosti
- Přírodní památka Údolí Hasiny u Lipence, biokoridor potoka Hasiny západně a severozápadně od Lipence. Chráněna jako významný prvek ekologické stability krajiny, důležité paleontologické naleziště druhohorních organizmů a stanoviště zvláště chráněných rostlin a živočichů. Lokalitou vede naučná stezka Údolím Hasiny.
- Na severním okraji vesnice stojí barokní kostel svatého Václava postavený v roce 1689.[7]
- zemědělský poplužní dvůr čp. 111[8]